# St. Martin (Rötz)

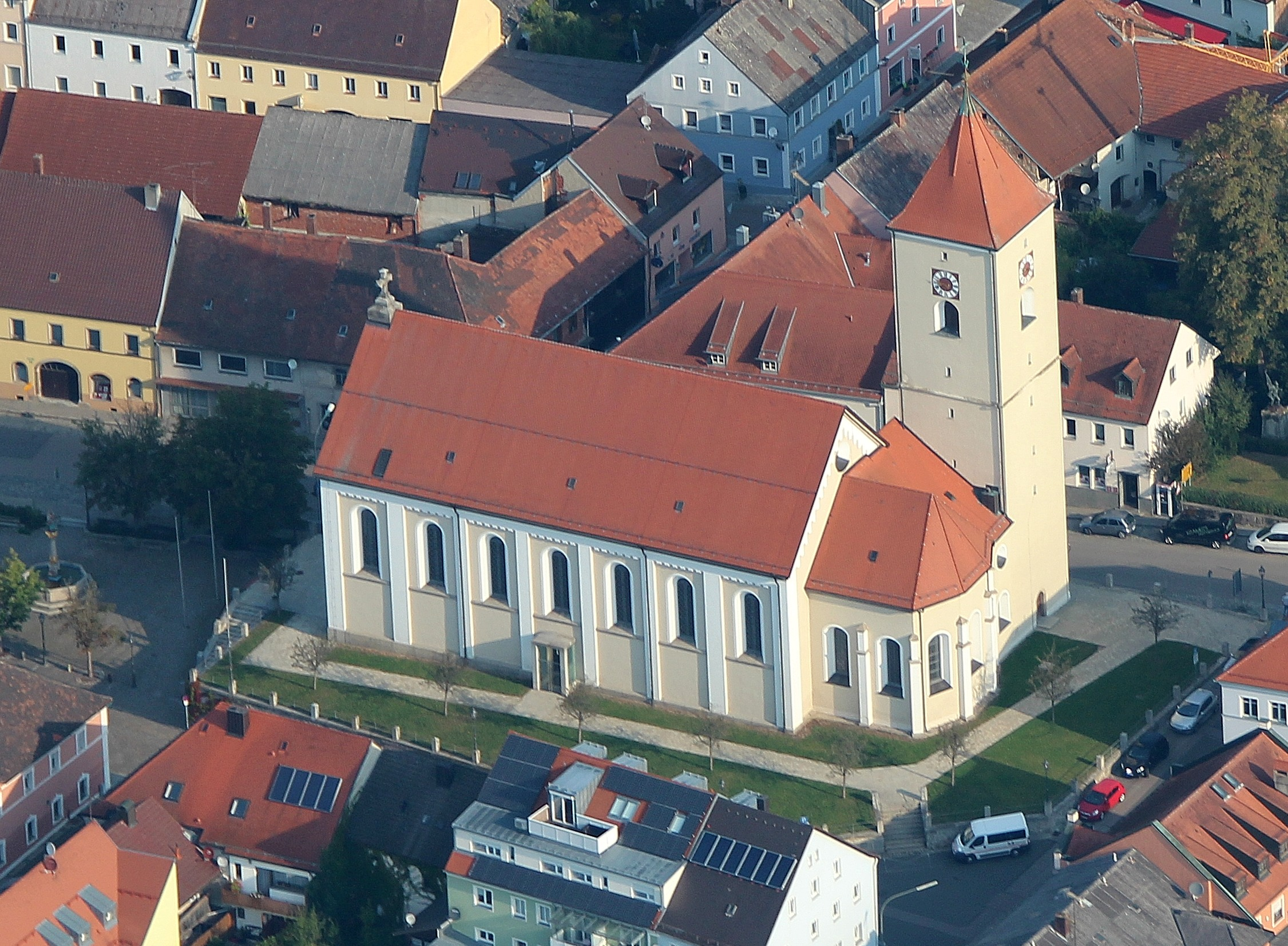
St. Martin (Rötz)

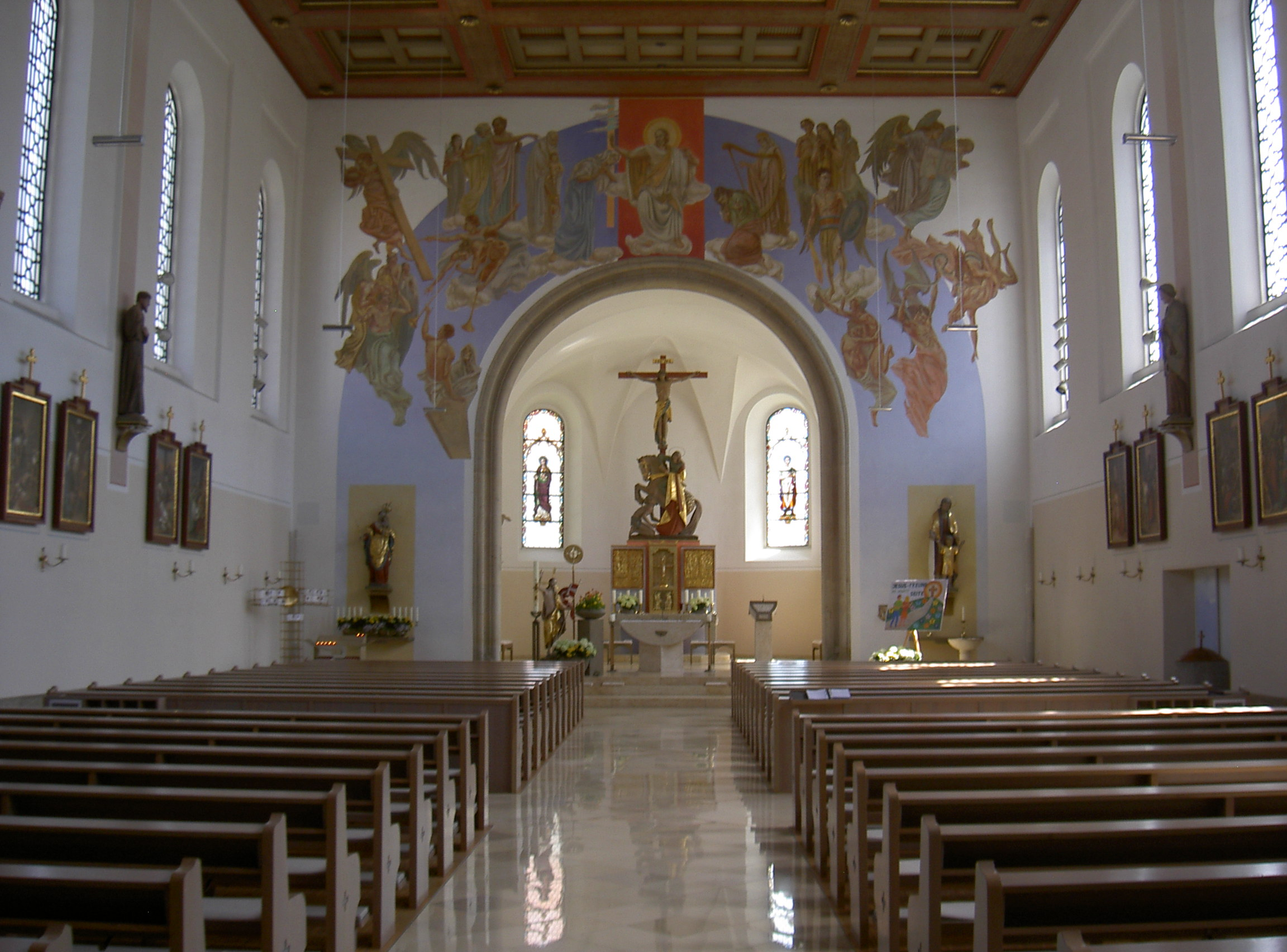
Innenraum

Die römisch-katholische, denkmalgeschützte Pfarrkirche St. Martin steht in Rötz, einer Landstadt im Landkreis Cham in der Oberpfalz. Die Kirchengemeinde gehört zum Bistum Regensburg. Das Bauwerk ist unter der Denkmalnummer D-3-72-154-15 als Baudenkmal in die Bayerische Denkmalliste eingetragen.

## Beschreibung
Die traufständige Saalkirche wurde im Kern 1474 erbaut. Aus dieser Zeit ist der eingezogene, von gestuften Strebepfeilern gestützte Chor mit Fünfachtelschluss im Osten erhalten. An dessen Nordwand steht der 1545–52 errichtete Chorflankenturm aus verputzten Bruchsteinen, der mit einem Pyramidendach bedeckt ist und dessen oberstes Geschoss die Turmuhr und den Glockenstuhl beherbergt. Das in neuromanischen Formen 1848/49 gebaute Langhaus ist an der Traufe mit einem Zinnenfries versehen. Im Westen ist dem Kirchenschiff eine Freitreppe vorgelagert. 
Der Innenraum des Langhauses ist mit einer Kassettendecke überspannt, der des Chors mit einem Kreuzgratgewölbe. Neben der modernen Kirchenausstattung haben sich die Statuen einer Maria aus dem 17. Jahrhundert und eines Jesus Christus aus dem 18. Jahrhundert erhalten. Die Orgel von Michael Weise aus dem Jahr 1958 besitzt 23 Register auf zwei Manualen und Pedal. Sie ersetzte ein Instrument von Johann Anton Breil von 1855.